# Groupe de M87
Le groupe de M87 comprend au moins 96 galaxies situées dans les constellations de la Vierge et de la Chevelure de Bérénice. La distance moyenne entre ce groupe et la Voie lactée est d'environ 19,8 Mpc (∼64,6 millions d'al).

## Distance du groupe de M87
Il existe des mesures indépendantes du décalage pour plusieurs galaxies, cependant certains résultats sont plutôt surprenants, sinon incohérents. Ils sont indiqués par l'exposant E dans le tableau. La valeur moyenne des distances indépendantes pour les galaxies qui présentent plus trois mesures ou plus est de 19,3 ± 3,7 Mpc (∼62,9 millions d'al).
La vitesse radiale de plusieurs galaxies de ce groupe est trop faible pour qu'on puisse utiliser le décalage vers le rouge pour déterminer leur distance. En excluant arbitrairement les galaxies dont la vitesse radiale est inférieure à 1 000 km/s, la distance de Hubble moyenne est égale à 24,4 ± 2,7 Mpc (∼79,6 millions d'al). Sans exclure ces galaxies, la distance moyenne devient 23,5 ± 2,7 Mpc (∼76,6 millions d'al) et elle est encore nettement supérieure à la moyenne des distances indépendantes du décalage.
Cette différence vient du mouvement propre des galaxies au sein du groupe et aussi du mouvement propre du groupe au sein de l'amas de la Vierge. On doit conclure que, globalement, le groupe de M87 se dirige vers le centre de l'amas de la Vierge en direction opposée à la Voie lactée à une vitesse non négligeable par rapport à celle produite par l'expansion de l'Univers, bien que certaines de ses galaxies sont animées d'un mouvement inverse, c'est-à-dire qu'elles se dirigent dans le groupe en direction de la Voie lactée. C'est par exemple le cas de NGC 4316 et de NGC 4353.

## Membres
Le tableau ci-dessous liste les 96 galaxies du groupe indiquées dans l'article de A.M. Garcia paru en 1993.
D'autre part, plusieurs des galaxies du groupe de M87 apparaissent aussi dans une liste de 227 galaxies d'un article publié par Abraham Mahtessian en 1998. Cette liste comporte plus de 200 galaxies du New General Catalogue et une quinzaine de galaxies de l'Index Catalogue. On retrouve dans cette liste 11 galaxies du Catalogue de Messier, soit M49, M58, M60, M61, M84, M85, M87, M88, M91, M99 et M100.
Toutes les galaxies de la liste de Mahtessian ne constituent pas réellement un groupe de galaxies. Ce sont plutôt plusieurs groupes de galaxies qui font tous partie d'un amas galactique, l'amas de la Vierge. Pour éviter la confusion avec l'amas de la Vierge, on peut donner le nom de groupe de M60 à cet ensemble de galaxies, car c'est l'une des plus brillantes de la liste. L'amas de la Vierge est en effet beaucoup plus vaste et compterait environ 1 300 galaxies, et possiblement plus de 2 000, situées au cœur du superamas de la Vierge, dont fait partie le Groupe local,.
De nombreuses galaxies de la liste de Mahtessian se retrouvent dans dix groupes décrits dans l'article d'A.M. Garcia, soit le groupe de NGC 4123 (7 galaxies), le groupe de NGC 4261 (13 galaxies), le groupe de NGC 4235 (29 galaxies), le groupe de M88 (13 galaxies, M88 = NGC 4501), le groupe de NGC 4461 (9 galaxies), le groupe de M61 (32 galaxies, M61 = NGC 4303), le groupe de NGC 4442 (13 galaxies), le groupe de M87 (96 galaxies, M87 = NGC 4486), le groupe de M49 (127 galaxies, M49 = NGC 4472) et le groupe de NGC 4535 (14 galaxies). Ces dix groupes font partie de l'amas de la Vierge et ils renferment 381 galaxies. Certaines galaxies de la liste de Mahtessian ne figurent cependant dans aucun des groupes de Garcia et vice versa.
| Nom                  | Constellation | Class.     | Type                               | α (J2000.0)   | δ (J2000.0)  | Vitesse radiale (km/s) | m                    | Distance (Mpc) | Diamètre (kal) | D (Mpc)       |
| -------------------- | ------------- | ---------- | ---------------------------------- | ------------- | ------------ | ---------------------- | -------------------- | -------------- | -------------- | ------------- |
| NGC 4019 (IC 755)    | CB            | SBb        | Spirale barrée                     | 12h 01m 10.4s | 14° 06′ 16″  | 1537 ± 2               | 13,2                 | 27,7 ± 2,0     | 90             | 27,4 ± 3,8    |
| NGC 4206             | Vi            | SA(s)bc    | Spirale                            | 12h 15m 16.8s | 13° 01′ 26″  | 703 ± 1                | 12,2                 | 15,3 ± 1,1     | 175            | 18,4 ± 3,1    |
| NGC 4262             | CB            | SB(s)0-?   | Lenticulaire                       | 12h 19m 30.8s | 14° 52′ 40″  | 1359 ± 4               | 11,6                 | 24,9 ± 1,2     | 36             | 19,8 ± 5,0    |
| NGC 4298             | CB            | SA(rs)c    | Spirale                            | 12h 21m 32.7s | 14° 36′ 22″  | 1124 ± 3               | 11,3                 | 21,4 ± 1,5     | 54             | 16,4 ± 2,5    |
| NGC 4302             | CB            | Sc         | Spirale                            | 12h 21m 42.5s | 14° 35′ 54″  | 1098 ± 5               | 11,6                 | 21,0 ± 1,5     | 107            | 20,2 ± 8,6    |
| NGC 4307             | Vi            | Sb         | Spirale                            | 12h 22m 05.7s | 09° 02′ 37″  | 1055 ± 2               | 12,0                 | 20,6 ± 1,5     | 94             | 22,1 ± 3,4    |
| NGC 4313             | Vi            | SA(rs)ab?  | Spirale                            | 12h 22m 38.5s | 11° 48′ 03″  | 1431 ± 2               | 12,0                 | 26,0 ± 1,9     | 78             | 14,6 ± 2,9    |
| NGC 4316             | Vi            | Sbc        | Spirale                            | 12h 22m 42.2s | 09° 19′ 57″  | 1250 ± 1               | 12,9                 | 23,4 ± 1,7     | 83             | 27,9 ± 4,2    |
| M100 (NGC 4321)      | CB            | SAB(s)bc   | Spirale intermédiaire              | 12h 22m 54.8s | 15° 49′ 19″  | 1571 ± 1               | 9,4                  | 28,0 ± 2,0     | 170            | 20,4 ± 1,7B   |
| NGC 4330             | Vi            | Scd        | Spirale                            | 12h 23m 06.2s | 05° 15′ 01″  | 1563 ± 3               | 12,4                 | 28,0 ± 2,0     | 85             | 19,6 ± 1,6    |
| NGC 4336             | CB            | SB0/a      | Lenticulaire                       | 12h 23m 29.8s | 19° 25′ 37″  | 1043 ± 5               | 12,5                 | 20,0 ± 1,4     | 34             | x             |
| NGC 4339             | Vi            | E0         | Elliptique                         | 12h 23m 34.9s | 06° 04′ 54″  | 1266 ± 5               | 11,4                 | 23,7 ± 1,7     | 37             | 16,7 ± 4,6    |
| NGC 4344             | CB            | SB0?       | Lenticulaire                       | 12h 23m 37.5s | 17° 32′ 27″  | 1152 ± 4               | 12,3                 | 21,7 ± 1,6     | 18             | 11,5 ± ?A     |
| NGC 4350             | CB            | SA0        | Lenticulaire                       | 12h 23m 57.8s | 16° 41′ 36″  | 1210 ± 5               | 11,0                 | 22,6 ± 1,6     | 47             | 16,9 ± 3,1    |
| NGC 4353             | Vi            | IBm?       | Irrégulière magellanique           | 12h 23m 57.8s | 16° 41′ 36″  | 1059 ± 5               | 13,6                 | 20,7 ± 1,5     | 33             | 29,4 ± 7,7    |
| NGC 4356             | Vi            | Scd?       | Spirale                            | 12h 24m 14.5s | 08° 32′ 09″  | 1132 ± 5               | 13,3                 | 21,7 ± 1,6     | 64             | 22,5 ± 6,1    |
| NGC 4365             | Vi            | E3         | Elliptique                         | 12h 24m 28.3s | 07° 19′ 04″  | 1243 ± 5               | 9,6                  | 23,4 ± 1,7     | 142            | 21,6 ± 4,1    |
| NGC 4366C            | Vi            | dE6,N      | Elliptique naine                   | 12h 24m 47.0s | 07° 21′ 11″  | 1273 ± 5               | 14,3                 | 23,8 ± 1,7     | 18             | x             |
| NGC 4376             | Vi            | Im         | Irrégulière magellanique           | 12h 25m 18.0s | -05° 44′ 28″ | 1130 ± 1               | 13,1                 | 21,7 ± 1,6     | 33             | 21,8 ± 2,1A   |
| NGC 4377             | Vi            | SA0^-      | Lenticulaire                       | 12h 25m 12.3s | 14° 45′ 44″  | 1338 ± 5               | 11,9                 | 24,6 ± 1,8     | 29             | 18,0 ± 3,7    |
| NGC 4379             | Vi            | S0^- pec?  | Lenticulaire                       | 12h 25m 14.7s | 15° 36′ 27″  | 1074 ± 5               | 11,7                 | 20,6 ± 1,5     | 30             | 16,3 ± 4,1    |
| NGC 4380             | Vi            | SA(rs)b?   | Spirale                            | 12h 25m 22.2s | 10° 01′ 01″  | 963 ± 1                | 11,7                 | 19,2 ± 1,4     | 63             | 18,9 ± 3,6    |
| NGC 4383             | CB            | Sa? pec    | Spirale                            | 12h 25m 25.5s | 16° 28′ 12″  | 1710 ± 4               | 12,1                 | 30,0 ± 2,1     | 39             | 19,0 ± 3,2    |
| NGC 4390             | Vi            | SAB(s)c?   | Spirale intermédiaire              | 12h 25m 50.7s | 10° 27′ 33″  | 1101 ± 1               | 12,6                 | 21,2 ± 1,5     | 38             | 22,4 ± 7,8    |
| NGC 4394             | CB            | (R)SB(r)b  | Spirale barrée                     | 12h 25m 55.5s | 118° 12′ 51″ | 922 ± 4                | 10,9                 | 18,3 ± 1,3     | 63             | 17,8 ± 3,1    |
| NGC 4405             | CB            | SA0/a?(rs) | Lenticulaire                       | 12h 26m 07.6s | 13° 06′ 48″  | 1735 ± 5               | 12,0                 | 30,4 ± 2,2     | 33             | 17,9 ± 3,3A   |
| NGC 4411             | Vi            | SB(rs)c    | Spirale barrée                     | 12h 26m 30.1s | 08° 52′ 20″  | 1278 ± 1               | 12,7                 | 23,8 ± 1,7     | 35             | 15,8 ± 3,1    |
| NGC 4411B (UGC 7546) | Vi            | SAB(s)cd   | Spirale intermédiaire              | 12h 26m 47.2s | 08° 53′ 05″  | 1272 ± 1               | 12,3                 | 23,7 ± 1,7     | 68             | 22,4 ± 7,9A   |
| NGC 4416             | Vi            | SB(rs)cd?  | Spirale barrée                     | 12h 26m 46.7s | 07° 55′ 08″  | 1399 ± 2               | 12,4                 | 25,6 ± 1,8     | 72             | 42,1 ± ?A     |
| NGC 4421             | CB            | SB0/a(s)   | Lenticulaire                       | 12h 27m 02.5s | 15° 27′ 41″  | 1551 ± 1               | 12,5                 | 27,7 ± 2,0     | 46             | 15,3 ± 2,1    |
| NGC 4430             | Vi            | SB(rs)b?   | Spirale barrée                     | 12h 27m 26.4s | 06° 15′ 46″  | 1450 ± 1               | 12,0                 | 26,4 ± 1,9     | 53             | 19,3 ± 9,6    |
| NGC 4436             | Vi            | S0         | Lenticulaire                       | 12h 27m 41.2s | 12° 18′ 57″  | 1113 ± 2               | 13,0                 | 21,3 ± 1,5     | 31             | 17,9 ± 3,7A   |
| NGC 4459             | CB            | SA0^+(r)   | Lenticulaire                       | 12h 29m 00.0s | 13° 58′ 42″  | 1192 ± 5               | 10,4                 | 22,4 ± 1,6     | 55             | 16,3 ± 3,2    |
| NGC 4464             | Vi            | E3         | Elliptique                         | 12h 29m 21.3s | 08° 09′ 24″  | 1243 ± 2               | 12,5                 | 23,3 ± 1,7     | 19             | 15,7 ± 1,4    |
| NGC 4467             | Vi            | E2         | Elliptique                         | 12h 29m 30.2s | 07° 59′ 34″  | 1390 ± 2               | 13,8                 | 25,5 ± 1,8     | 21             | 19,5 ± 6,5    |
| NGC 4474             | CB            | S0 pec?    | Lenticulaire                       | 12h 29m 53.3s | 14° 04′ 07″  | 1611 ± 5               | 11,5                 | 28,6 ± 2,0     | 36             | 15,9 ± 2,5    |
| NGC 4477             | Vi            | SB0(s)?    | Lenticulaire                       | 12h 30m 02.2s | 13° 38′ 12″  | 1338 ± 5               | 10,4                 | 24,6 ± 1,8     | 69             | 19,2 ± 5,4    |
| NGC 4478             | Vi            | E2         | Elliptique                         | 12h 30m 17.4s | 12° 19′ 43″  | 1349 ± 3               | 11,5                 | 24,8 ± 1,8     | 30             | 16,6 ± 3,5    |
| M87 (NGC 4486)       | Vi            | E+0-1 pec  | Elliptique                         | 12h 30m 49.4s | 12° 23′ 28″  | 1284 ± 5               | 8,6                  | 23,8 ± 1,7     | 132            | 16,8 ± 2,9    |
| NGC 4486B            | Vi            | cE0        | Elliptique compacte                | 12h 30m 32.0s | 12° 29′ 25″  | 1555 ± 4               | 13,4                 | 27,8 ± 2,0     | 9,7            | 15,4 ± 1,5    |
| NGC 4497             | Vi            | SAB(s)0+?  | Lenticulaire                       | 12h 31m 32.5s | 11° 37′ 29″  | 1042 ± 3               | 12,5                 | 20,2 ± 1,5     | 32             | x             |
| NGC 4498             | CB            | SAB(s)d    | Spirale intermédiaire              | 12h 31m 39.5s | 16° 51′ 10″  | 1507 ± 4               | 12,1                 | 26,9 ± 1,9     | 52             | 15,9 ± 3,6    |
| NGC 4502             | CB            | Scd?       | Spirale                            | 12h 32m 03.3s | 16° 41′ 16″  | 1626 ± 5               | 13,9                 | 28,7 ± 2,0     | 39             | 31,7 ± 2,5    |
| NGC 4503             | CB            | Scd?       | Spirale                            | 12h 32m 06.2s | 11° 10′ 35″  | 1334 ± 5               | 11,1                 | 24,6 ± 1,7     | 37             | 12,7 ± 5,8    |
| NGC 4519             | Vi            | SB(rs)d    | Spirale barrée                     | 12h 33m 30.2s | 08° 39′ 17″  | 1218 ± 1               | 11,8                 | 22,9 ± 1,6     | 80             | 22,2 ± 8,5    |
| NGC 4519AF           | Vi            | dS0?       | Lenticulaire naine                 | 12h 33m 24.7s | 08° 41′ 27″  | 1434 ± 12              | 15,2                 | 22,9 ± 1,6     | 12             | x             |
| NGC 4528             | Vi            | S0°?       | Lenticulaire                       | 12h 34m 06.1s | 11° 19′ 17″  | 1378 ± 5               | 12,1                 | 25,2 ± 1,8     | 26             | 15,5 ± 4,0    |
| NGC 4539             | CB            | SB(s)a?    | Spirale barrée                     | 12h 34m 34.7s | 18° 12′ 10″  | 1397 ± 22              | 12,0                 | 25,2 ± 1,8     | 88             | 24,4 ± ?A     |
| NGC 4540             | CB            | SAB(rs)cd  | Spirale intermédiaire              | 12h 34m 34.7s | 18° 12′ 10″  | 1291 ± 2               | 11,7                 | 23,8 ± 1,7     | 39             | 19,6 ± 3.8    |
| NGC 4551             | Vi            | E2         | Elliptique                         | 12h 35m 37.9s | 12° 15′ 50″  | 1176 ± 5               | 12,0                 | 22,2 ± 1,6     | 29             | 17,0 ± 2,5    |
| NGC 4561             | CB            | SB(rs)dm   | Spirale barrée magellanique        | 12h 36m 08.2s | 19° 19′ 22″  | 1409 ± 1               | 12,5                 | 25,4 ± 1,8     | 26             | 17,3 ± 4,7    |
| NGC 4564             | Vi            | E6         | Elliptique                         | 12h 36m 27.0s | 11° 26′ 21″  | 1142 ± 2               | 11,1                 | 21,7 ± 1,6     | 59             | 17,6 ± 4,3    |
| M58 (NGC 4579)       | Vi            | SAB(rs)b   | Spirale intermédiaire              | 12h 37m 43.5s | 11° 49′ 05″  | 1517 ± 1               | 9,7                  | 27,2 ± 1,9     | 108            | 18,8 ± 3,1    |
| NGC 4606             | Vi            | SB(s)a?    | Spirale barrée                     | 12h 40m 22.9s | 03° 07′ 04″  | 1649 ± 2               | 11,8                 | 29,1 ± 2,1     | 47             | 16,4 ± 4,3    |
| NGC 4639             | Vi            | SBbc,      | Spirale barrée                     | 12h 42m 52.4s | 13° 15′ 27″  | 1018 ± 5               | 11,5                 | 19,7 ± 1,4     | 69             | 22,6 ± 2,6    |
| NGC 4647             | Vi            | SAB(rs)    | Spirale intermédiaire              | 12h 43m 32.3s | 11° 34′ 55″  | 1409 ± 1               | 11,3                 | 25,6 ± 1,8     | 50             | 17,6 ± 3,0    |
| NGC 4651             | CB            | SA(rs)c    | Spirale                            | 12h 43m 42.6s | 16° 23′ 36″  | 800 ± 1                | 10,8                 | 16,4 ± 1,2     | 88             | 22,7 ± 6,4    |
| NGC 4689             | CB            | SA(rs)bc   | Spirale                            | 12h 47m 45.5s | 13° 45′ 46″  | 1604 ± 3               | 11,0                 | 38,3 ± 2,0     | 75             | 16,4 ± 3,3    |
| NGC 4754             | Vi            | SB(r)0-?   | Lenticulaire                       | 12h 52m 17.5s | 11° 18′ 50″  | 1351 ± 5               | 10,6                 | 24,6 ± 1,8     | 70             | 16,3 ± 2,7    |
| IC 796               | CB            | S0/a       | Lenticulaire                       | 12h 29m 26.3s | 16° 24′ 17″  | 1558 ± 2               | 13,1                 | 27,7 ± 2,0     | 20             | x             |
| IC 3059              | CB            | Im?        | Irrégulière                        | 12h 14m 55.0s | 13° 27′ 38″  | 258 ± 4                | 14,2                 | 8,74 ± 0,70E   | 37             | 19,4 ± 5,9A   |
| IC 3077              | CB            | Sd         | Spirale                            | 12h 15m 46.3s | 14° 25′ 59″  | 1398 ± 1               | 14,1                 | 25,5 ± 1,8     | 14             | 9,12 ± ?A     |
| IC 3229              | Vi            | Sbc        | Spirale                            | 12h 22m 52.8s | 06° 40′ 48″  | 1548 ± 5               | 15,8                 | 27,9 ± 2,0     | 30             | 22,7 ± 4,6A   |
| IC 3259              | Vi            | SAB(s)dm?  | Spirale intermédiaire magellanique | 12h 23m 48.5s | 07° 11′ 13″  | 1424 ± 1               | 13,5                 | 26,1 ± 1,9     | 36             | 19,7 ± 3,0    |
| IC 3322              | Vi            | SAB(s)cd?  | Spirale intermédiaire              | 12h 25m 54.1s | 07° 33′ 17″  | 1183 ± 2               | 13,5                 | 22,5 ± 1,6     | 59             | 21,4 ± 2,6    |
| IC 3322A             | Vi            | SB(s)cd?   | Spirale barrée                     | 12h 25m 42.5s | 07° 13′ 00″  | 993 ± 2                | 12,9                 | 19,7 ± 1,4     | 88             | 25,0 ± 4,1    |
| IC 3344              | CB            | E?         | Elliptique naine                   | 12h 26m 32.4s | 13° 34′ 44″  | 1245 ± 20              | 14,6                 | 23,2 ± 1,7     | 13             | x             |
| IC 3349              | Vi            | dE1        | Elliptique (naine ?)               | 12h 26m 47.0s | 12° 27′ 14″  | 1391 ± 1               | 13,9                 | 24,4 ± 1,8     | 19             | 18,7 ± ?A     |
| IC 3371              | Vi            | Scd?       | Spirale                            | 12h 27m 22.2s | 10° 52′ 00″  | 924 ± 1                | 14,7                 | 18,6 ± 1,3     | 59             | 32,6 ± 3,8E   |
| IC 3392              | CB            | SAb?       | Spirale                            | 12h 28m 43.2s | 14° 59′ 58″  | 1669 ± 4               | 12,5                 | 29,4 ± 2,1     | 31             | 14,0 ± 3,9    |
| IC 3446              | Vi            | SmIII      | Spirale magellanique               | 12h 31m 22.9s | 11° 29′ 33″  | 1252 ± 1               | 14,7                 | 23,3 ± 1,7     | 37             | 46,7 ± 2,8D,A |
| IC 3461              | Vi            | dE         | Elliptique naine                   | 12h 32m 02.7s | 11° 53′ 24″  | 1007 ± 1               | 14,2                 | 19,7 ± 1,4     | 18             | 21,7 ± 7,7    |
| IC 3468              | Vi            | E1         | Elliptique                         | 12h 32m 14.2s | 10° 15′ 05″  | 1300 ± 4               | 13,1                 | 24,1 ± 1,7     | 22             | 16,3 ± 3,2    |
| IC 3499              | Vi            | S0/a       | Lenticulaire                       | 12h 33m 45.0s | 10° 59′ 45″  | 1227 ± 48              | 13,3                 | 29,4 ± 2,1     | 27             | x             |
| IC 3520              | CB            | Scd        | Spirale                            | 12h 34m 31.8s | 10° 30′ 13″  | 803 ± 1                | 14,3                 | 16,6 ± 1,2     | 46             | 49,5 ± ?A,D   |
| IC 3742              | CB            | SBc(s)     | Spirale barrée                     | 12h 45m 32.0s | 13° 19′ 57″  | 965 ± 1                | 13,7                 | 18,9 ± 1,4     | 44             | 49,5 ± ?A,D   |
| UGC 7003             | CB            | Im?        | Irrégulière magellanique           | 12h 01m 21.4s | 14° 26′ 59″  | 1286 ± 4               | 14,65 ± 0,031        | 23,9 ± 1,7     | 26             | x             |
| UGC 7249             | Vi            | Im         | Irrégulière magellanique           | 12h 14m 36.9s | 12° 48′ 43″  | 603 ± 1                | 14,7                 | 13,8 ± 1,0E    | 11             | x             |
| UGC 7307             | Vi            | Im         | Irrégulière magellanique           | 12h 17m 04.4s | 10° 00′ 19″  | 1182 ± 1               | 15,0                 | 22,5 ± 1,6     | 32             | 16,8 ± ?A     |
| UGC 7423             | Vi            | Sm?        | Spirale magellanique               | 12h 21m 55.5s | 06° 27′ 02″  | 1257 ± 2               | 14,9                 | 23,6 ± 1,7     | 43             | 34,7 ± 0,7A   |
| UGC 7590             | Vi            | Sbc        | Spirale                            | 12h 28m 18.5s | 08° 43′ 46″  | 1120 ± 1               | 13,8                 | 21,5 ± 1,5     | 41             | 28,5 ± 3,1    |
| UGC 7795             | Vi            | Sdm        | Spirale magellanique naine         | 12h 37m 45.2s | 07° 06′ 12″  | 64 ± 5                 | 14,0                 | 5,88 ± 0,54E   | 20             | 16,4 ± ?A     |
| CGCG 71-13           | Vi            | Im         | Irrégulière magellanique           | 12h 43m 29.0s | 10° 05′ 35″  | 1325 ± 0               | 15,1                 | 24,4 ± 1,7     | ?              | x             |
| MCG 1-31-53          | Vi            | BCD        | Naine bleue compacte               | 12h 19m 22.1s | 05° 54′ 38″  | 1505 ± 1               | 13,83 ± 0,031        | 27,3 ± 1,9     | 12             | x             |
| MCG 2-33-12          | Vi            | BCD        | Naine bleue compacte               | 12h 46m 04.4s | 08° 28′ 35″  | 1481 ± 1               | 14,15 ± 0,031        | 26,7 ± 1,9     | 3,6            | 9,1 ± ?A      |
| MCG 3-32-11          | CB            | I          | Irrégulière                        | 12h 22m 07.6s | 15° 47′ 57″  | 1299 ± 6               | 14,65 ± 0,031        | 24,0 ± 1,7     | 9,7            | 22,8 ± 0,3 A  |
| VCC 309              | Vi            | I?         | Irrégulière                        | 12h 18m 51.3s | 12° 35′ 54″  | 1554 ± 9               | 15,03 ± 0,032        | 27,9 ± 2,0     | 8,4            | x             |
| VCC 566              | Vi            | SBm        | Spirale barrée magellanique        | 12h 22m 37.8s | 08° 17′ 46″  | 1410 ± 1               | 16,04 ± 0,038        | 25,8 ± 1,8     | 16             | 27,1 ± ?A     |
| VCC 849              | Vi            | Sbc(s)     | Spirale                            | 12h 25m 50.7s | 10° 27′ 33″  | 1101 ± 1               | 12,895 ± 0,013 asinh | 21,2 ± 1,5     | 38             | 22,4 ± 7,8    |
| VCC 867              | Vi            | Im         | Irrégulière magellanique naine     | 12h 26m 01.4s | 08° 11′ 35″  | 1304 ± 1               | 17,24 ± 0,036        | 24,2 ± 1,7     | 2,1            | x             |
| VCC 916              | Vi            | dE         | Elliptique naine                   | 12h 26m 33.2s | 12° 44′ 35″  | 1298 ± 3               | 14,639 ± 0,003 asinh | 24,0 ± 1,7     | 7,9            | x             |
| VCC 1313             | Vi            | BCD        | Naine bleue compacte               | 12h 30m 48.5s | 12° 02′ 42″  | 1254 ± 9               | 16,941 ± 0,013 asinh | 23,4 ± 1,7     | 4,8            | 16,9 ± 0,1A   |
| VCC 1455             | Vi            | I?         | Irrégulière                        | 12h 32m 46.8s | 07° 47′ 57″  | 1343 ± 3               | 15,77 ± 0,037        | 24,8 ± 1,8     | 9.8            | x             |
| VCC 1596             | Vi            | I?         | Irrégulière naine                  | 12h 35m 00.9s | 09° 11′ 10″  | 1286 ± 10              | 16,86 ± 0,037        | 23,9 ± 1,7     | 4,5            | x             |
| VCC 1605             | Vi            | S?         | Spirale                            | 12h 35m 13.9s | 10° 25′ 54″  | 1072 ± 1               | 16,27 ± 0,021        | 20,7 ± 1,5     | 26             | 30,9 ± ?A     |
| VCC 1744             | Vi            | BCD        | Naine bleue compacte               | 12h 38m 06.9s | 10° 09′ 56″  | 1138 ± 1               | 16,542 ± 0,020 asinh | 21,6 ± 1,6     | 8,1            | 17,0 ± ?A     |
| VCC 1952             | Vi            | Im         | Irrégulière magellanique           | 12h 43m 07.5s | 07° 39′ 15″  | 1318 ± 4               | 15,27 ± 0,033        | 24,3 ± 1,7     | 8.8            | x             |
| VCC 2034             | Vi            | Im         | Irrégulière magellanique           | 12h 46m 08.0s | 10° 09′ 46″  | 1507 ± 1               | 14,75 ± 0,033        | 27,0 ± 1,9     | 16             | x             |

- A Trois mesures ou moins.
- B Basé sur les céphéides observées par Hubble (voir M100).
- C Cette galaxie n'apparait ni dans l'article de Garcia ni dans celui de Mahtessian, mais comme elle forme une paire de galaxies avec NGC 4365, elle fait partie de ce groupe.
- D À une distance de plus de 120 millions d'années-lumière selon plusieurs mesures indépendantes du décalage, l'appartenance de ces galaxies à ce groupe est douteuse.
- E Appartenance douteuse, car distance passablement différente de la moyenne.
- F N'est pas dans la liste de Mahtessian, mais puisqu'elle forme une paire physique de galaxie avec NGC 4519, elle fait partie de ce groupe.

Le site DeepskyLog permet de trouver aisément les constellations des galaxies mentionnées dans ce tableau ou si elles ne s'y trouvent pas, l'outil du site constellation permet de le faire à l'aide des coordonnées de la galaxie. Sauf indication contraire, les données proviennent du site NASA/IPAC.